# مستشفيات الحمادي
مستشفيات الحمادي هي مؤسسة سعودية تقدم خدمات رعاية صحية، تأسست عام 1985.

## المستشفيات والمراكز التابعة
- المستشفيات:
  - مستشفى الحمادي - السويدي.
  - مستشفى الحمادي - النزهة.
  - مستشفى الحمادي - النرجس.
  - مستشفى الحمادي - العليا.

## أنظر أيضاً
- المواساة للخدمات الطبية
- السعودي الألماني الصحية
- مجموعة علاج الطبية
- مجموعة الحبيب الطبية
- مجموعة أندلسية
- مجموعة مستشفيات المانع
- مجموعة العبير الطبية
- مجموعة فقيه للرعاية الصحية
- مستشفيات دله
- مستشفيات الحياة الوطني
- الوطنية للرعاية الطبية
- قائمة المستشفيات في السعودية